# Natural Steps (Arkansas)
Natural Steps es un lugar designado por el censo ubicado en el condado de Pulaski en el estado estadounidense de Arkansas. En el Censo de 2010 tenía una población de 426 habitantes y una densidad poblacional de 45,87 personas por km².

## Geografía
Natural Steps se encuentra ubicado en las coordenadas 34°52′18″N 92°29′47″O / 34.87167, -92.49639. Según la Oficina del Censo de los Estados Unidos, Natural Steps tiene una superficie total de 9.29 km², de la cual 7.21 km² corresponden a tierra firme y (22.34%) 2.07 km² es agua.

## Demografía
Según el censo de 2010, había 426 personas residiendo en Natural Steps. La densidad de población era de 45,87 hab./km². De los 426 habitantes, Natural Steps estaba compuesto por el 94.13% blancos, el 3.76% eran afroamericanos, el 0.7% eran amerindios, el 0.47% eran asiáticos, el 0% eran isleños del Pacífico, el 0.47% eran de otras razas y el 0.47% pertenecían a dos o más razas. Del total de la población el 1.41% eran hispanos o latinos de cualquier raza.